# أربيتيتا
بلدية أربتيتة (بالإسبانية: Arbeteta) هي بلدية تقع في مقاطعة وادي الحجارة التابعة لمنطقة قشتالة والمنشف وسط إسبانيا.

## الديموغرافيا
بلغ عدد سكان بلدية أربتيتة 51 نسمة عام 2011 (وفقاً للمعهد الوطني الإسباني للإحصاء).
| 52 | 50 | 70 | 53 | 50 | 35 | 51 |